# Eloeophila oxyacantha
Eloeophila oxyacantha is een tweevleugelige uit de familie steltmuggen (Limoniidae). De soort komt voor in het Oriëntaals gebied.